# Ligamento longitudinal posterior
El ligamento longitudinal posterior es un ligamento que conecta las superficies posteriores de las cuerpos vertebrales de todas las vértebras. Impide débilmente la hiperflexión de la columna vertebral. También impide la hernia discal espinal posterior, aunque los problemas con el ligamento pueden causarla.

## Estructura
El ligamento longitudinal posterior está situado dentro del canal vertebral. Se extiende a lo largo de las superficies posteriores de los cuerpos de las vértebras, desde el cuerpo del axis hasta el sacro y posiblemente el coxis. Es continuo con la membrana tectorial de la articulación atlanto-axial. El ligamento es más grueso en la región torácica que en la cervical y lumbar. En las regiones torácica y lumbar, presenta una serie de denticiones con márgenes cóncavos intercalados. 
El ligamento longitudinal posterior es estrecho en los cuerpos vertebrales, donde cubre las venas basivertebrales, y se ensancha en el espacio del disco intervertebral. Generalmente es bastante ancho y fino.
Este ligamento está compuesto por fibras longitudinales lisas y brillantes, más densas y compactas que las del ligamento anterior, y consta de capas superficiales que ocupan el intervalo entre tres o cuatro vértebras, y de capas más profundas que se extienden entre las vértebras adyacentes. Las fibras profundas discurren entre cada cuerpo vertebral. Las fibras superficiales discurren entre múltiples vértebras.

## Función
El ligamento longitudinal posterior impide débilmente la hiperflexión de la columna vertebral. También limita la hernia discal espinal, aunque es mucho más estrecho que el ligamento longitudinal anterior.

## Importancia clínica
El ligamento longitudinal posterior es mucho más estrecho que el ligamento longitudinal anterior. Debido a esto, las hernias discales espinales suelen producirse en una dirección posterolateral.
El ligamento longitudinal posterior contiene una mayor densidad de nociceptores que muchos ligamentos, por lo que puede causar dolor de espalda. Puede osificarse, especialmente alrededor de las vértebras cervicales.
El ligamento longitudinal posterior tiene una alta densidad de fibras vasomotoras, lo que permite un aumento del flujo sanguíneo para responder al daño del ligamento.

## Imágenes adicionales

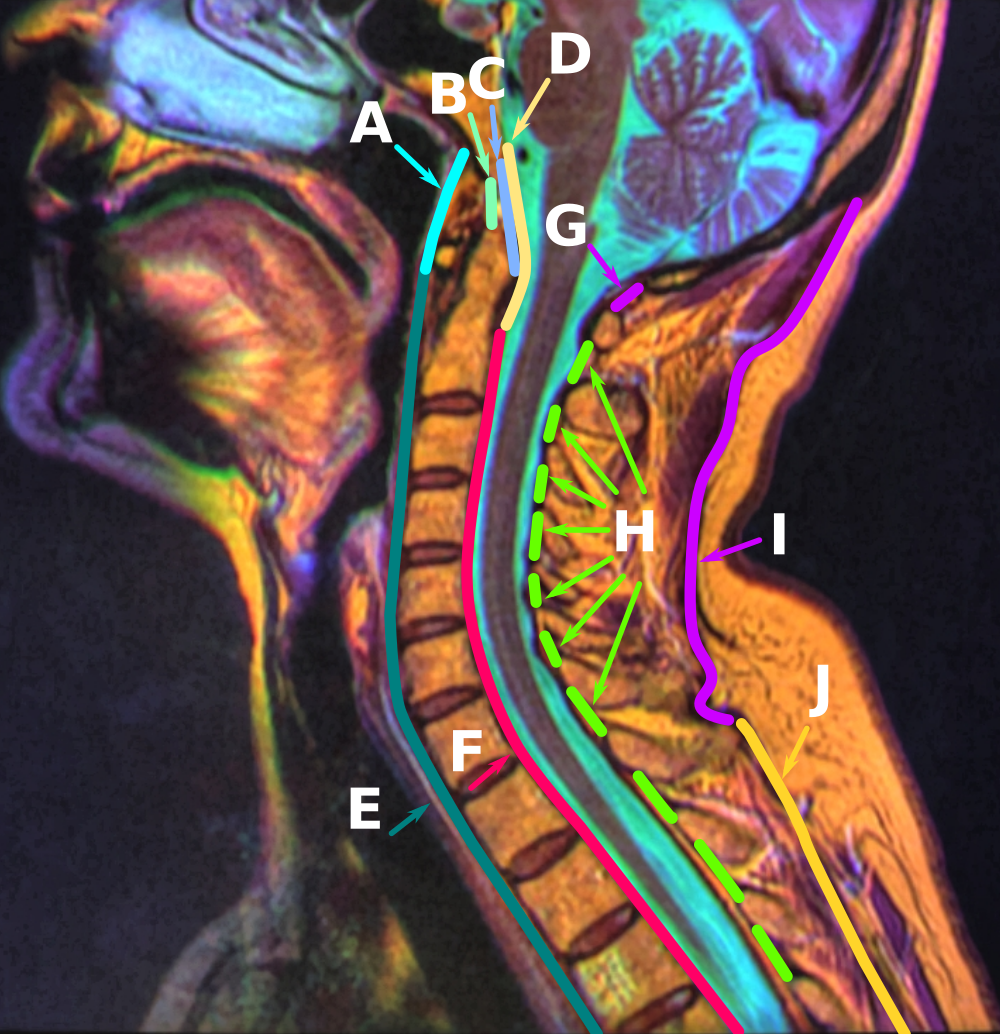
F: Ligamento longitudinal posterior
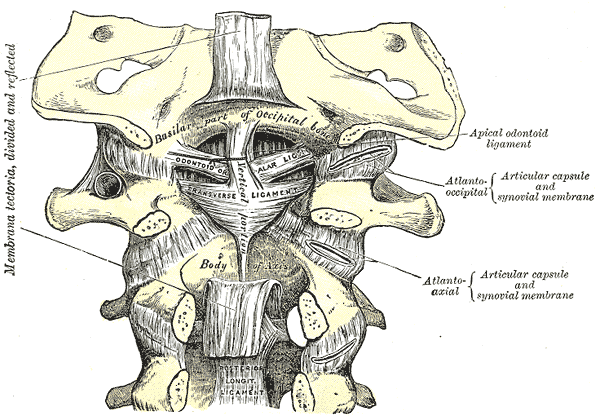
Membrana tectoria, transversal y ligamentos alares.